# Falcon 9
Falcon 9 (англ. falcon — «сокіл») — група одноразових і частково багаторазових ракет-носіїв (РН) сімейства Falcon американської компанії SpaceX. «9» — це кількість двигунів, встановлених на першому ступені ракети.
У залежності від профілю місії (маса корисного навантаження, орбіта чи вимоги клієнта) цю РН відносять до середнього або важкого класу. Слід зауважити, що ця ракета ні разу фактично не виконала місію важкого класу (вважається, що для цього потрібно вивести 20 т КН на ННО). Найважче навантаження було виведене під час місії Starlink G 4-23, де було виведено 54 супутника Starlink. Загальна маса склала майже 17т. При цьому 1-й ступінь успішно здійснив посадку на автоматичний дрон в Атлантиці. У разі одноразового пуск теоретично ця ракета може виводити і більше 20т на ННО, але такого вантажу не було у профілі компанії. У поточній версії ракети — Block 5 — перший ступінь після запуску і виконання своєї місії по підйому вантажу (супутника тощо) може повертатися на спеціальний майданчик (на землі чи на той, що плаває в океані ASDS) і використовуватися повторно. 21 грудня 2021 року відбулося соте успішне приземлення. А 17 червня 2022 року той самий прискорювач злітав тринадцятий раз. Також повторно використовується обтікач корисного вантажу. Наразі рекордними є 14 польотів першого ступеня.
У 2008 році SpaceX підписала контракти з NASA щодо постачання вантажів до МКС в рамках програми Commercial Resupply Services. Доставка здійснювалась вантажним космічним кораблем Dragon першого покоління, що запускався на орбіту ракетою-носієм Falcon 9. Також за допомогою цих ракет SpaceX запускає пілотовані КК Dragon 2 до МКС за програмою Commercial Crew Development та вантажні за програмою CRS-2. Перша тестова безпілотна місія SpaceX DM-1 відбулася 2 березня 2019 року, важливе випробування під назвою «In-flight abort test» — 19 січня 2020 року.
Вперше (від останнього польоту Спейс Шаттла) запуск «двох астронавтів із американської землі» та ще й приватною компанією відбувся 30 травня 2020 року (місія SpaceX DM-2). Вони успішно повернулися із МКС на Землю через два місяці — 2 серпня 2020 року.

## Варіанти Falcon9

Конфігурація двигунів v1.0 (ліворуч) і v1.1 (праворуч)
Зліва направо, Falcon 1, Falcon 9 v1.0, Falcon 9 v1.1 та Falcon Heavy

Falcon 9 v1.0 (block 1) — складався з першого ступеня без бокових прискорювачів і другого ступеня. Двигуни Merlin 1C, вага ракети 318 тонн. Передбачалося, що вартість запуску цього РН складе $56 млн, маса виведеного вантажу на НОО — 9 т і на ГПО — 3,4 т.

Falcon 9 v1.1 (Block 2) — складався з подовженого (у порівнянні з v1.0) першого ступеня і другого ступеня. Двигуни Merlin 1D+, вага ракети 480 т. Змінено розташування двигунів. Замість трьох рядів по три двигуни викор-ся компоновка з центральним двигуном і розташуванням решти по колу. Маса виведеного вантажу на НОО — 13 т і на ГПО — 4,8 т.

Falcon 9 Full Thrust Block 3 (v1,2) — версія, на якій вдалося вперше успішно посадити перший ступінь.
 Falcon 9 Block 4 — перехідний етап до Block 5.

Falcon 9 Block 5 — є завершальною версією для ракет сімейства Falcon. Її двигуни мають збільшену тягу (у порівнянні із Block 3), а сама ракета — ще більш покращений термозахист та малий проміжок часу на відновлення між запусками.

Falcon Heavy (укр. Важкий, Heavy) — має додаткову пару приєднаних збоку бічних прискорювачів на базі першого ступеня. Тобто, Heavy оснащений 27-ма двигунами Merlin 1D+, загальною тягою на рівні моря — 22'819 кН. Вартість запуску цього РН $90–135 млн, маса виведеного вантажу на НОО — 63,8 т і на ГПО — 26,7 т. Falcon Heavy наразі — найпотужніша із існуючих ракет у світі і друга за потужністю в історії після Сатурн V (тобто з усіх РН, що коли-небудь виводили вантаж на НОО без довиведення).

## Історія створення та розвитку

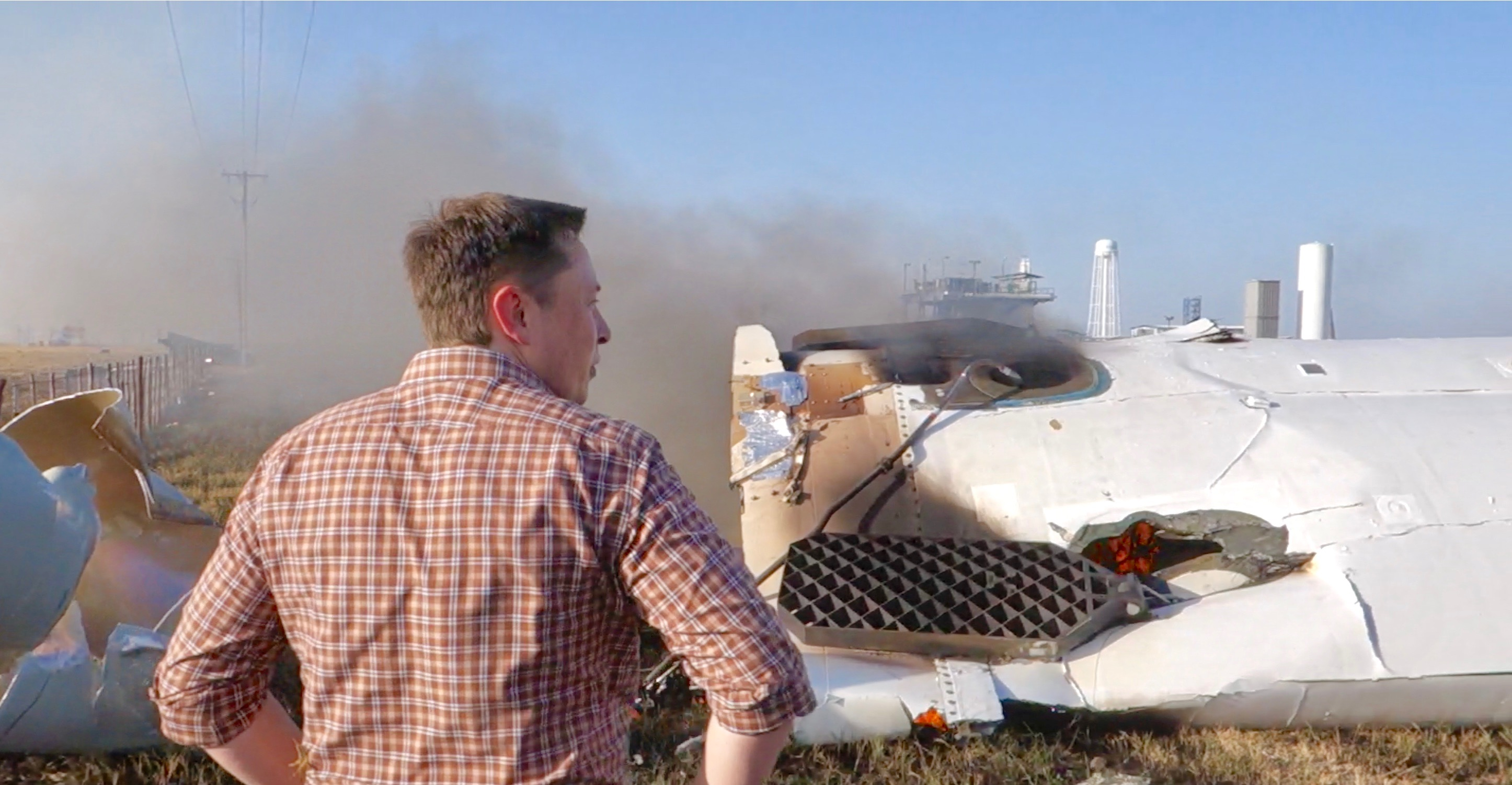
Маск оглядає зруйнований після тестування ступінь

Головна перевага SpaceX, що спрощує і здешевлює польоти у космос — це застосовування ракет, конструкційні елементи яких використовуються повторно. Під час їх розробки Ілону Маску довелося подолати багато перешкод (Програма розвитку системи багаторазового запуску). Спочатку їх конфігурація, схема розміщення двигунів, самі двигуни та елементи пального були дещо іншими, ніж зараз. Але численні тести та вже проведені вдалі і невдалі запуски призвели до появи ракети Falcon 9 Full Thrust, на якій було встановлено перший ступінь, що зміг вперше успішно повернутися на Землю.
У 2013 році почалися випробування посадки першого ступеня ракети-носія Falcon. 2 травня 2014 року SpaceX поділилася відео другого тестового польоту (зліт і посадка) першого ступеня на території космопорту Америка. Висота підйому порівняно з попереднім запуском зросла в чотири рази і досягла 1000 м.
14 вересня 2017 року SpaceX опублікувала відео, яке ілюструє весь тяжкий шлях, що довелося здолати їх команді, для досягнення можливості повторного використання першого ступеня.

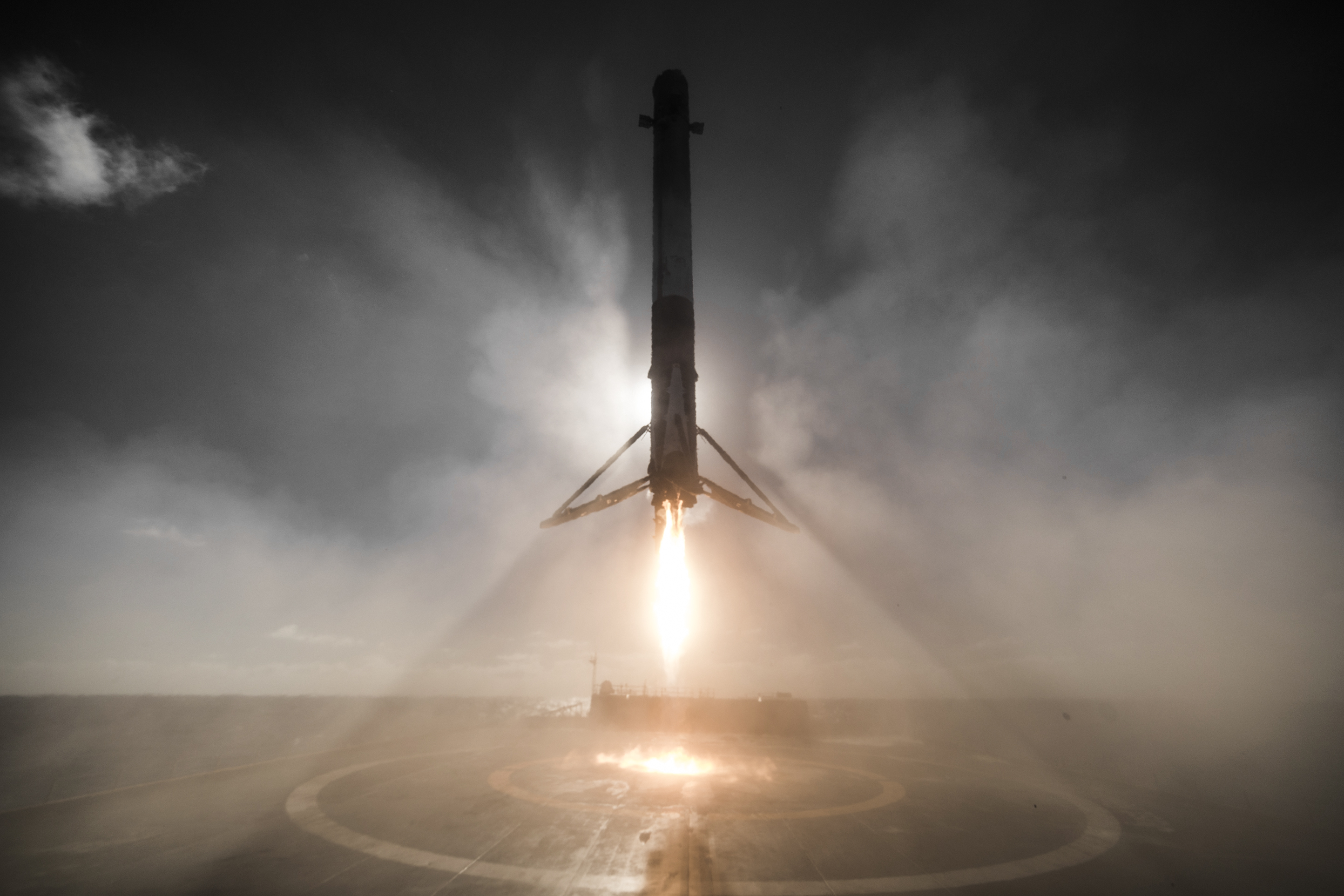
Посадка після місії Iridium satellite constellation

22 грудня 2015 року, після того, як Falcon 9 Full Thrust успішно вивела на орбіту 11 супутників (місія Orbcomm OG2), 1-й ступінь ракети вперше зумів здійснити вертикальне приземлення на посадковий майданчик, що знаходиться на базі ВПС США на мисі Канаверал.
8 квітня 2016 року, вперше, в ході місії CRS-8, було здійснено повернення і м'яку посадку першого ступеня ракети-носія Falcon 9 FT на плаваючу платформу Autonomous spaceport drone ship «Of Course I Still Love You», яка відпливла в океан так, що відстань між нею і стартовим майданчиком склала 660 км.
20 січня 2021 року SpaceX у восьме запустила один і той же перший ступінь, вивівши на орбіту супутники Starlink, це був 105-й запуск ракет покоління Falcon 9. Перед цим ще один ступінь полетів сьомий раз. Крім того, одна половина обтікача використовувалася вчетверте, а інша — втретє.
27 квітня 2024 року, о 20:34 (за східним часом), (28 квітня, 03:34 — за київським часом), було здійснено черговий успішний запуск ракети-носія Falcon 9, яка вивела на орбіту пару супутників системи навігації Galileo GM25 і FM27, однак, в ході повторного використання першого ступеня у 20-й раз, ступінь вперше впала в океан, замість того, щоб здійснити м'яку посадку на спеціальну плавучу платформу.
11 серпня 2024 року компанія SpaceX успішно запустила в космос одну і ту ж ракету-носій Falcon 9 в 22-й раз, чим встановила своєрідний рекорд живучості.

## Перший ступінь
Як пальне, на першому ступені використовується очищений гас RP-1 (m=123,57 т, t=-7 °C), а як окисник — надохолоджений рідкий кисень (m=287,43 т, t=-207 °C). Значне охолодження елементів палива дозволяє помістити більшу їх масу в той самий об'єм паливних баків. Щоб зберегти низьку температуру, заправка окисника починається за ~35 хв, а пального — за ~30 хв до старту. Під час польоту середня витрата палива становить
2'450 кг/с.

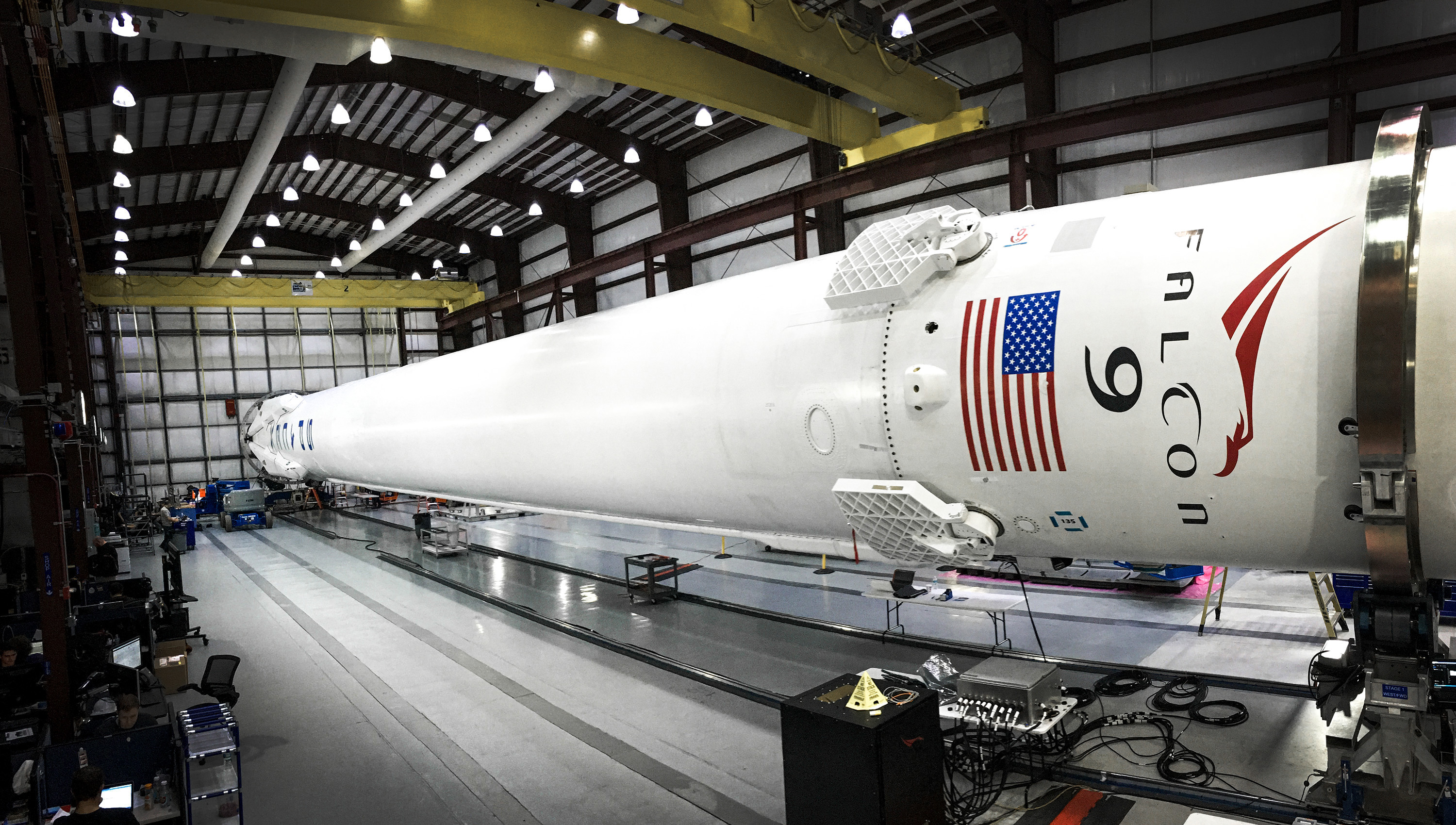
Перший ступінь в ангарі

Обидва баки, в яких знаходяться паливні елементи, виконані із алюміній-літієвого сплаву (літій додає міцності конструкції і зменшує її вагу).
Стінки верхнього баку самі по собі є несучою конструкцією, а от стінки нижнього підсилені шпангоутами і поздовжніми балками, так як саме до нижньої частини першого ступеня прикладається найбільше навантаження. Окисник надходить до двигунів трубопроводом, що проходить по осі паливного бака. Для створення підвищеного тиску в баках застосовується стиснений гелій.

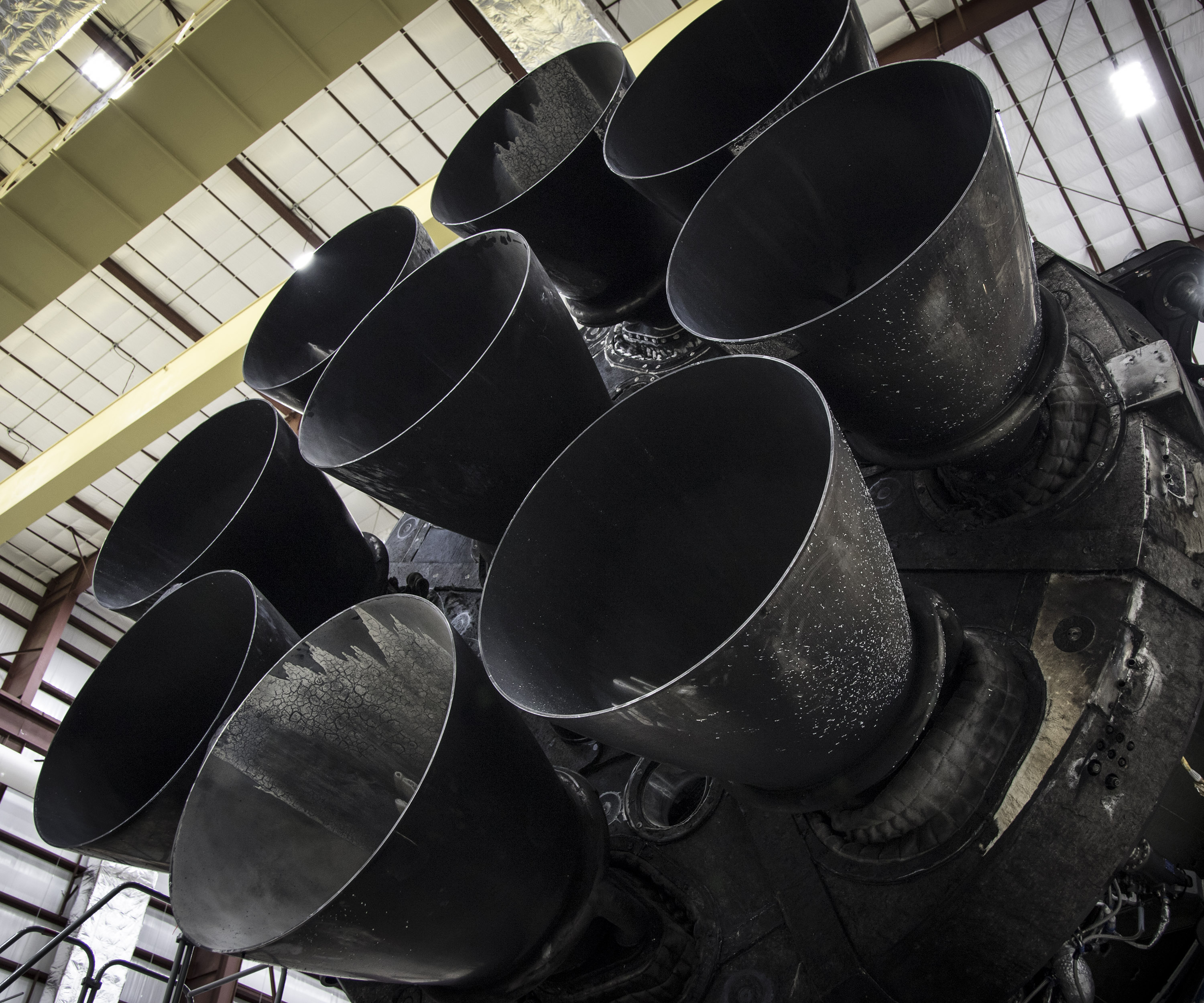
Двигуни у схемі octaweb

У нижньому торці першого ступеня за схемою octaweb встановлені 9 двигунів Merlin 1D+ (саме тому у назві ракети присутня цифра «9») зі збільшеною тягою і питомим імпульсом. Така схема значно спрощує процес збирання відсіку для двигунів. Для їх запуску використовується самозапалювальна суміш триетилалюмінію і триетилборану. При посадці задіяно три двигуни, що мають систему запалювання для повторного запуску.

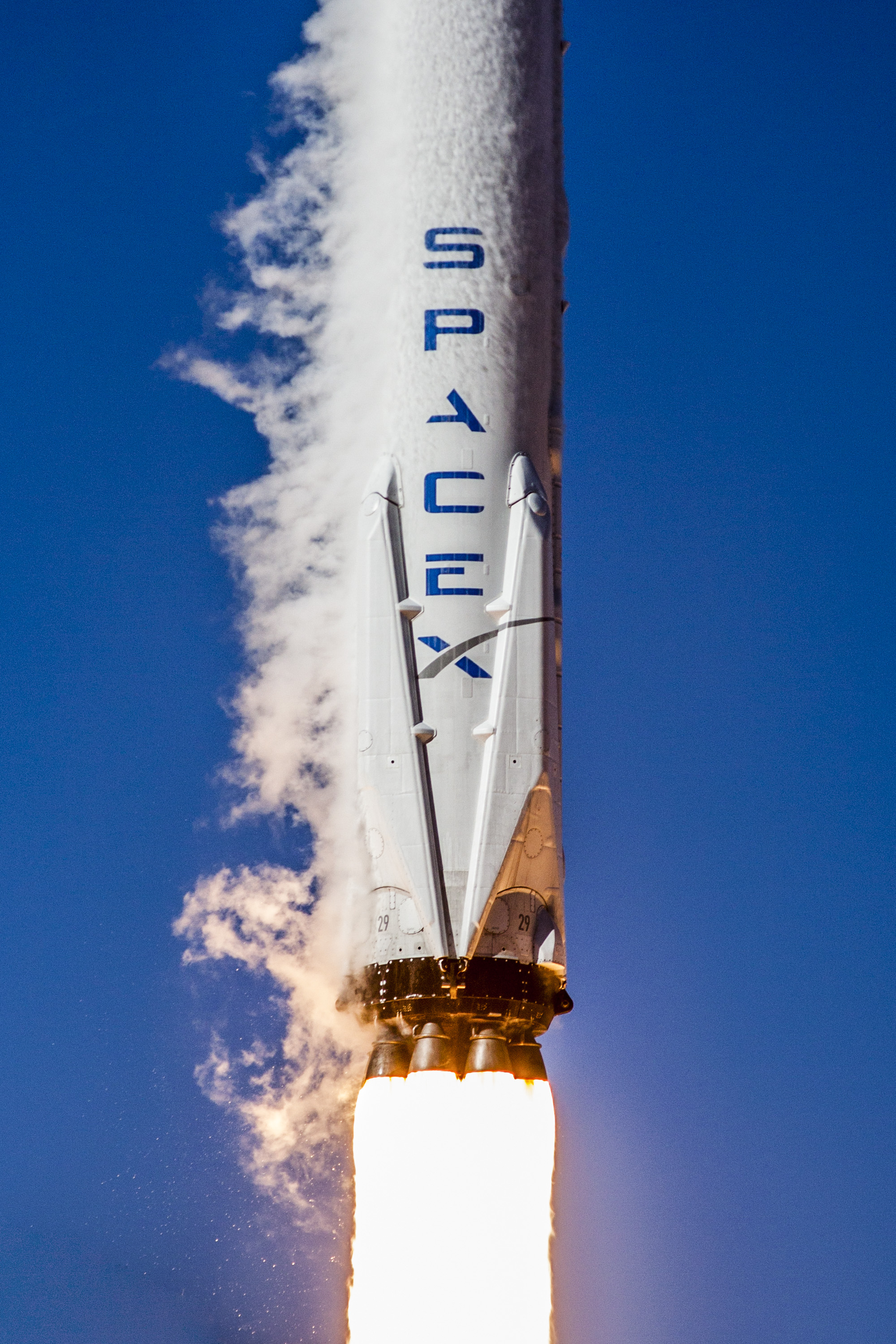
Зліт

Система керування польотом першого ступеня оснащена трьома резервними комп'ютерами на кожному двигуні. Вони постійно перевіряють одне одного, що значно підвищує відмовостійкість. На цих комп'ютерах встановлена операційна система Linux. Інерціальна навігація та GPS, що встановлені на першому ступені, співпрацюють із основним бортовим комп'ютером другого ступеня і використовуються під час посадки.
Послідовність процесів запуску РН передбачає можливість зупинки цієї процедури, керуючись даними перевірки стану двигунів і різноманітних систем ракети-носія. З цією метою стартовий майданчик оснащений чотирма спеціальними зажимами, які ще деякий час утримують першу ступень після початку роботи двигунів. Якщо будуть виявлені якісь неполадки, запуск зупиняється і пальне з баків відкачується. Таким чином проводяться стендові випробування і проявляється можливість повторного використання ракети. Система керування польотом працює так, що політ буде здійснюватись навіть в разі відмови двох двигунів за рахунок довшого ввімкнення інших семи. Наприклад, під час першого запуску КК Dragon із місією CRS-1 на 79 секунді польоту у період максимального аеродинамічного спротиву відбувся зрив захисного конічного обтікача одного із двигунів. Через втрату у ньому тиску його робота була зупинена. Тому іншим восьми двигунам першого ступеня, а також двигуну другого ступеня, довелося працювати довше. І, хоча, додатковий вантаж не вдалося доставити на заплановану орбіту, основна місія по підйому КК Dragon до МКС була здійснена.
З'єднання першого ступеня з другим здійснюється через перехідний ступінь (4,5 м довжиною), виготовлений з алюмінію, вкритого вуглецевим волокном. Він має витримувати вагу 2-го ступеня та корисного вантажу. В перехідному ступені розміщується двигун Merlin 1D Vacuum другого ступеня, гідравлічне оснащення решітчастих плавників та холодногазова РСК. SpaceX намагається уникати використання піротехніки, тому відстикування ступенів здійснюється пневматичними штовхачами, що розділяють цангові з'єднання. На Falcon 9 FT присутні чотири такі точки контакту.
Реактивна система керування (РСК) на першому ступені ракет-носіїв сімейства Falcon 9 використовує охолоджений стиснений азот. Він під тиском випускається із восьми газових сопел, розміщених у двох блоках (попереду, позаду, з одного вільного боку і знизу кожного блоку). Робота сопел, що направлені вниз, здійснює поштовх пального згори донизу (до забірного отвору) у баках, щоб відбувся перезапуск основних двигунів Merlin 1D+ і почалося гальмування. Позаяк блоки РСК розташовані по боках у верхній частині ступеня, то вони можуть використовуватися для керування польотом у трьох площинах.

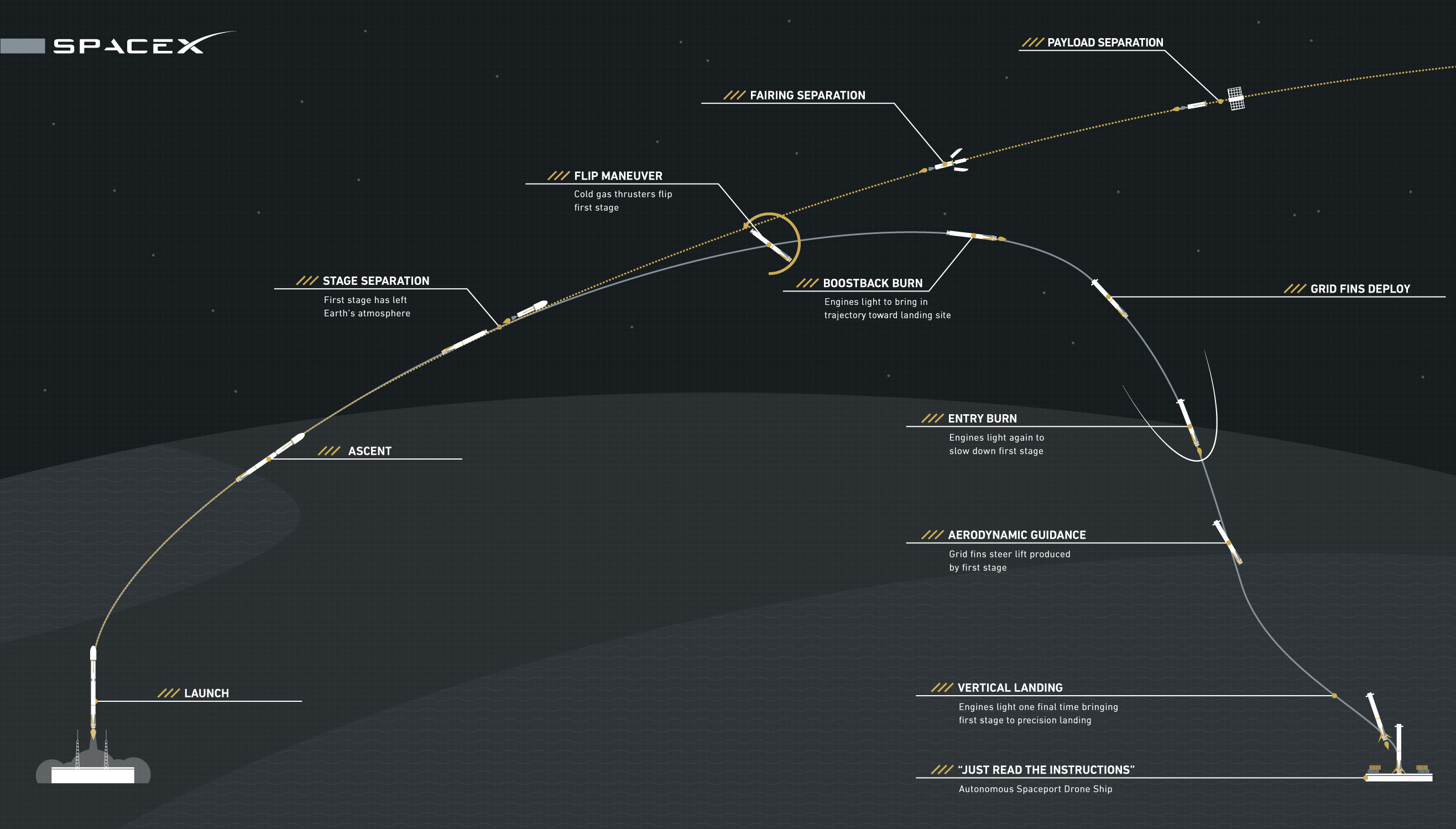
Графік старту і посадки

Розглядаючи запуск 30 жовтня 2017 року, можна побачити, що перші 15 с після старту ракета летить вертикально, потім нахиляється і лягає на заданий курс. Протягом підйому вона досягає швидкості звуку, але уповільнюється на 76 с польоту, долаючи Максимальне динамічне навантаження. Після 2 хвилин, 30 секунд польоту на висоті 67 км, коли швидкість становить 2282 м/с відбувається вимкнення основних двигунів (МЕСО). Через три секунди після цього здійснюється відстикування першого ступеня і він, вмикаючи на кілька секунд центральний двигун і керуючись рушіями РСК робить маневр, щоб уникнути впливу полум'я від двигуна 2-го ступеня. Піднімаючись до максимальної висоти у 119 км, перший ступінь розвертається у напрямку ASDS, зменшуючи таким чином витрати пального.

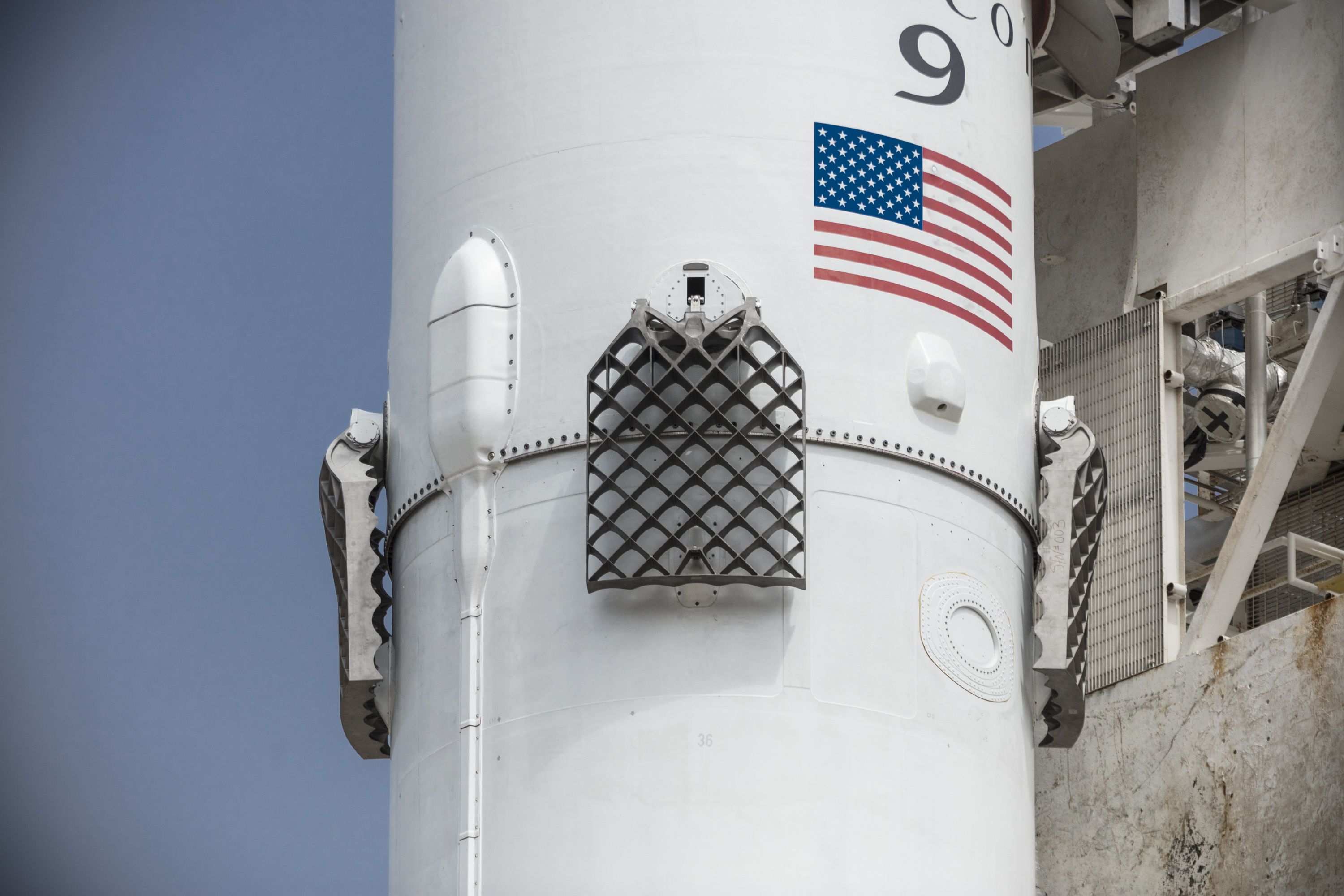
Решітчасті плавники

Потім, рухаючись двигунами вперед, він входить у атмосферу, де і починають працювати чотири титанові решітчасті плавники (керма висоти) розміром 159 см х123 см. Вони розташовані у верхній частині ступеня і спочатку притулені до його боків. Після відстикування від другого ступеня, решітчасті плавники розкриваються і під час спуску в атмосфері (особливо, коли вимкнені двигуни), рухаючись, стабілізують обертання першого ступеня (крен, тангаж та рискання) і можуть змінювати його кут атаки для прицільного приземлення в задану точку. Їх рух керується замкненою гідравлічною системою, а термостійкість сприяє повторному використанню.
Знизившись до висоти у 58 км (6 хв. 28 с польоту), перший ступінь вмикає три двигуни на 22 с, зменшивши свою швидкість із 1450 м/с до 857 м/с.
Перед останнім увімкненням двигунів перший ступінь не націлюється безпосередньо на посадковий майданчик, щоб в разі, якщо вони не увімкнуться, не зруйнувати його при падінні. Щоб здійснити посадку на відмічене символом «Х» місце приземлення, перший ступінь на фінальному відрізку польоту вмикає центральний двигун і починає знижувати швидкість до ~2 м/с, спрямовуючись на ціль.
Знизу, по ободу першого ступеня, симетрично прикріплені чотири посадкові ноги, які мають сукупну масу 2,1 т. Вони виготовлені із алюмінієвого каркаса з отворами у формі стільників, що вкритий вуглецевими волокнами. Ноги складені під час транспортування до космодрому і підйому в небо, але розгортаються вниз і вбік за 10 секунд перед посадкою. Це робить можливим здійснити її вертикально і м'яко.
Плаваюча платформа ASDS для прийому першого ступеня відпливає від берега в Тихий або Атлантичний океан на відстань 300—660 км. Після посадки перший ступінь фіксується на ASDS, транспортується в порт, знімається з платформи краном і перевозиться в ангар. Там здійснюється його огляд і можливий ремонт, після чого перший ступінь готовий до повторного використання.

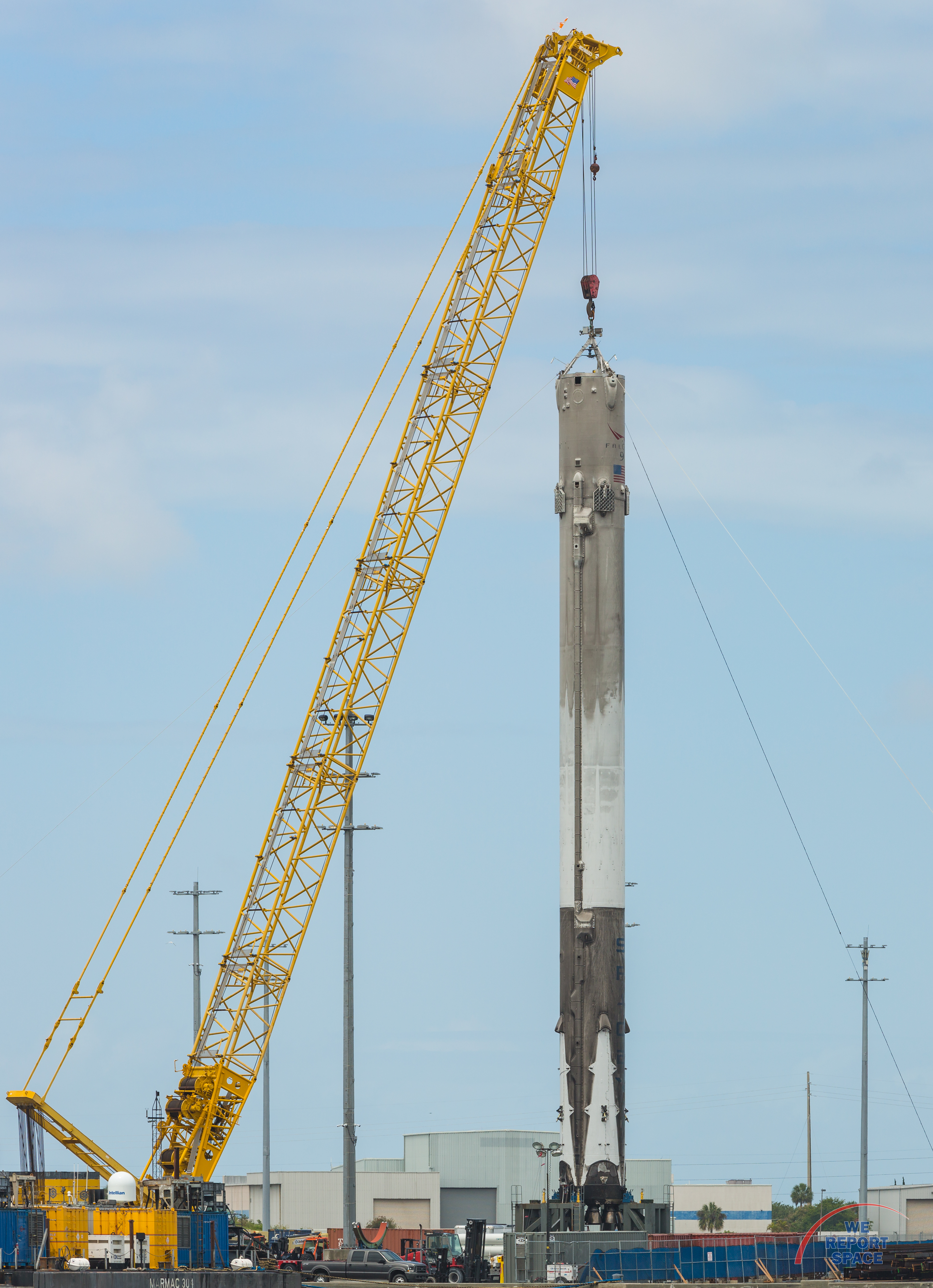
У порту
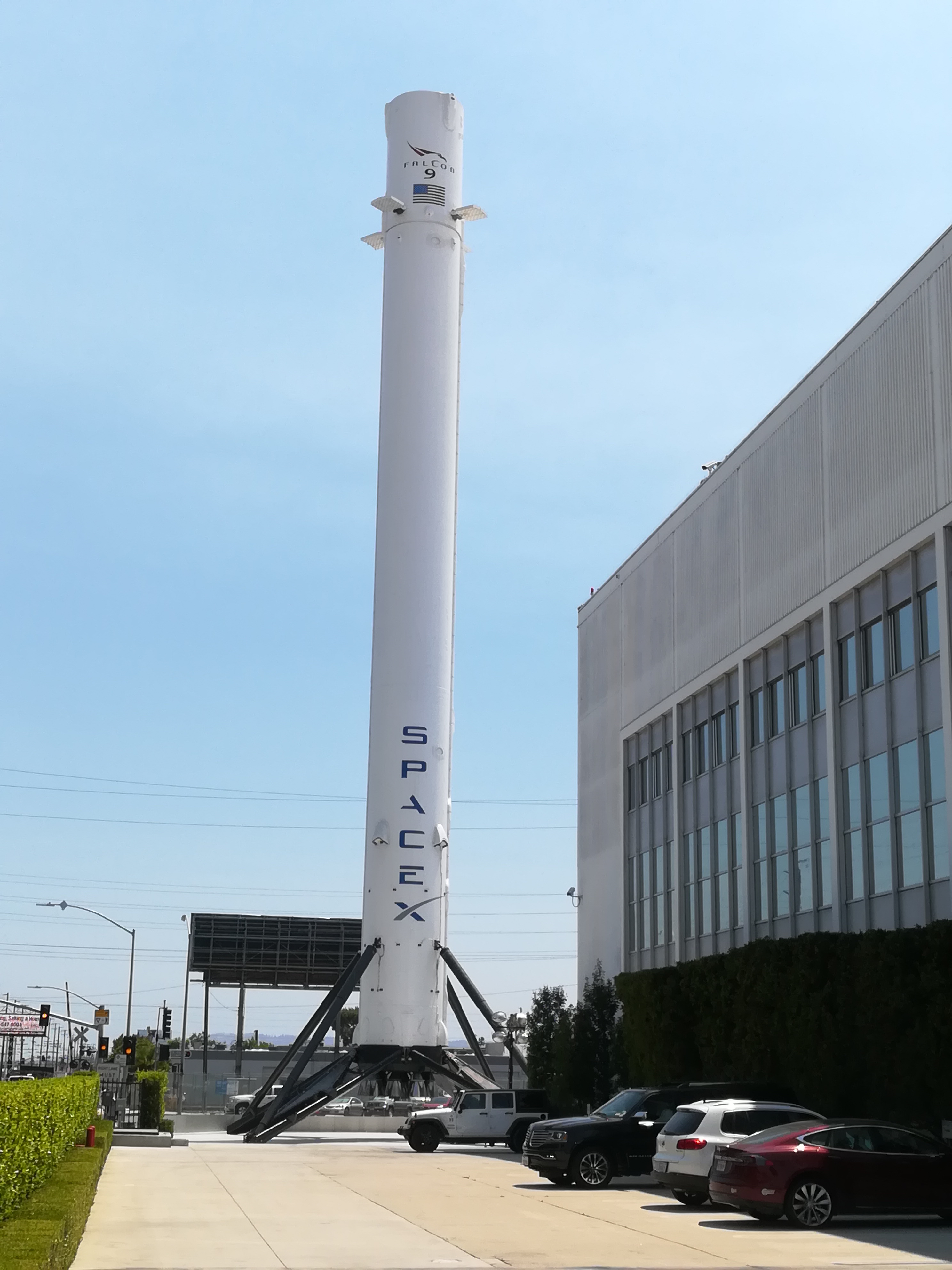
Hawthorne, California, штаб-квартира SpaceX
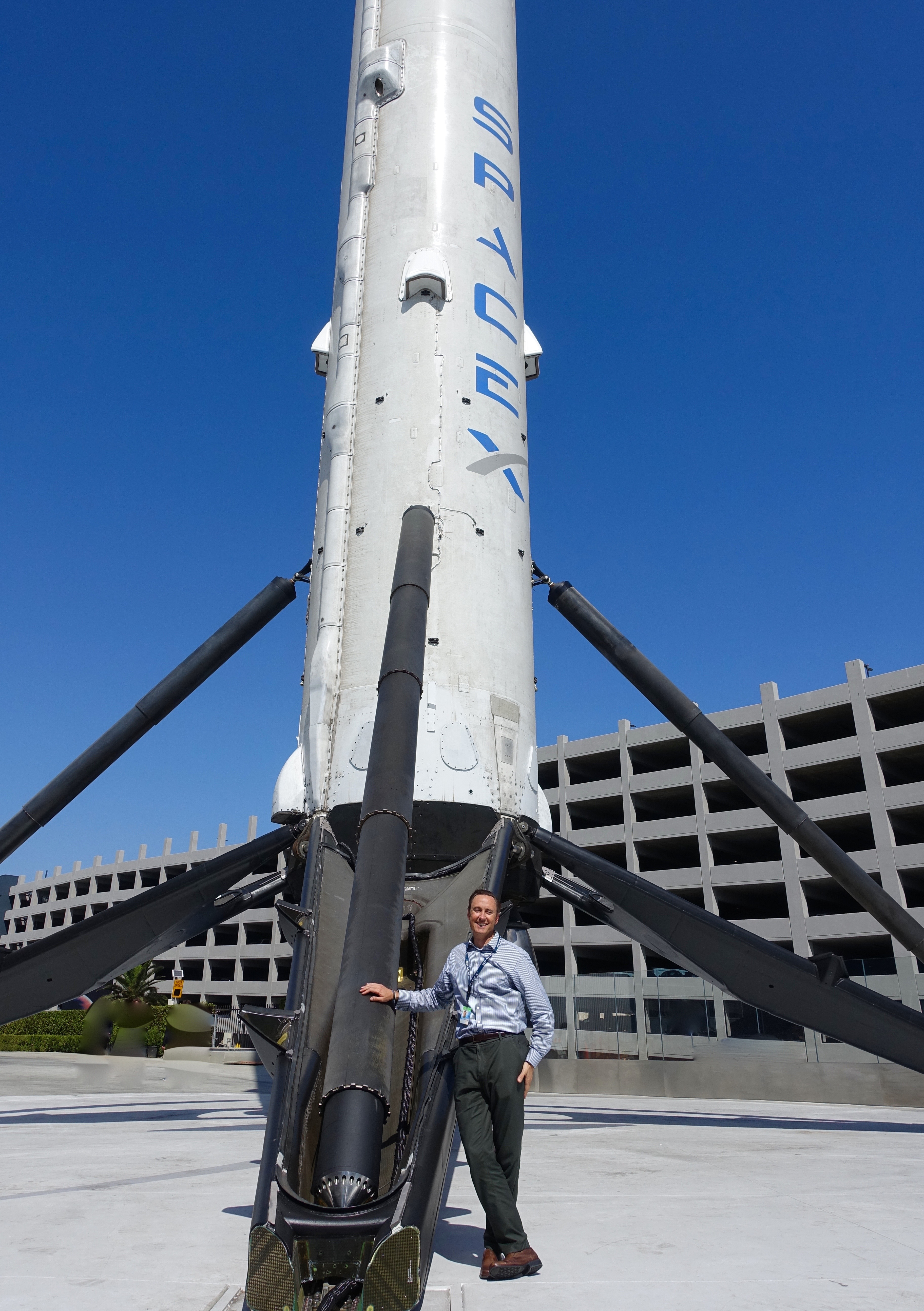
Розмір у порівнянні з людиною

## Другий ступінь

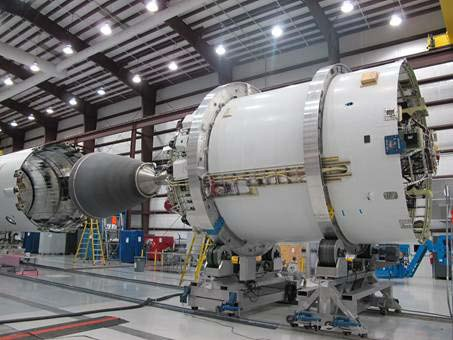
Другий ступінь

Другий ступінь поточної версії Falcon 9 по своїй конструкції і матеріалам складових є зменшеним аналогом першого ступеня. Паливо — гас RP-1/рідкий кисень. Двигун — 1 Merlin 1D Vac+, що має збільшене сопло для продуктивнішої роботи у вакуумі. Після відстикування першого ступеня другий ступінь продовжує підйом КВ на заплановану орбіту. Досягнувши її, другий ступінь відштовхує КВ і, вмикаючи двигун, спрямовується в атмосферу, згораючи там. Ілон Маск повідомив про намір зробити його також відновлюваним, здійснюючи посадку за допомогою повітряної кулі.

### Обтікач корисного вантажу
Обтікач КВ виготовляється із алюмінієвого каркаса з отворами у формі стільників, що вкритий вуглецевими волокнами. Його стандартна висота складає 13,1 м, діаметр — 5,2 м (внутрішній — 4,6 м), вага — ~1750 кг. У разі запуску КК Dragon обтікач не застосовується.
Через високу вартість обтікача (~$6 млн., що складає 10 % від вартості запуску ракети) SpaceX робила спроби посадити його на Землю. 30 березня 2017 року після чергового запуску ракети одна з половинок обтікача, оснащена Реактивною системою керування, а також керованим парафойлом, була посаджена у задану точку в океан. На початку 2018 року SpaceX почала використовувати спеціальний корабель «Mr Steven» із натягнутою над ним сіткою, щоб спіймати туди половинку обтікача.
25 червня 2019 року, під час третього запуску Falcon Heavy, кораблю, перейменованому у «Ms. Tree», вперше, вдалося впіймати половинку обтікача. SpaceX виклала відео із камери, встановленої всередині половинки, на якому видно полум'я від обгорання часток та парафойл, на якому вона спускається.
20 січня 2021 року SpaceX запустила восьмий раз один і той же перший ступінь, а одна половина багаторазового обтічника Falcon 9 використовувалася в четвертий раз, а інша половина втретє.

## Космодроми
Космодроми розташовують ближче до екватору, щоб використати додаткову енергію обертання Землі для не полярних запусків. Компанія SpaceX використовує кілька стартових комплексів для пуску своїх РН Falcon 9 та Falcon Heavy:
- Перший  — SLC-40 розташований на Базі ВКС США, що на мисі Канаверал. Саме звідси був здійснений перший політ РН Falcon 9 4 червня 2010 року.
- Другий  — SLC-4E[31] розташований на базі Ванденберг, що знаходиться в окрузі Санта-Барбара штату Каліфорнія. Його вперше було використано для підйому РН Falcon 9 із супутниками Iridium Next 14 січня 2017 року.
- Третій — LC-39А[en], розташований у Космічному центрі імені Кеннеді, що на острові Меррит в окрузі Бревард штату Флорида. Саме лише з нього запускають астронавтів та надважку РН Falcon Heavy.
- Також SpaceX будує власний космопорт на березі Мексиканської затоки, поблизу селища Бока-Чіка, що біля Браунсвілла (Техас, США), неподалік від кордону з Мексикою.

Посадка першого ступеня відбувається на:
- посадкову зону 1[en], що знаходиться на Базі ВКС США, що на мисі Канаверал.
- Посадкова зона 2, що знаходиться на Базі ВКС США, що на мисі Канаверал.
- Посадкова зона 4, що знаходиться на базі Ванденберг, що в Каліфорнії.
- Autonomous spaceport drone ship — безпілотний корабель-космопорт, що відпливає в океан у задану точку, куди повинен «приземлитися» перший ступінь. Це необхідно для економії палива, щоб не витрачати його на «дотягування» до суші. Існує три ASDS: «Just Read the Instructions-2» та «A Shortfall Of Gravitas» - обслуговують місії на східному узбережжі, а також «Of Course I Still Love You», що виконує місії на західному узбережжі США.

## Запуски
Перший запуск. Перший демонстраційний політ РН Falcon 9 відбувся 4 червня 2010 року з мису Канаверал 18:45 за UTC. У 18:54 відокремилась друга ступінь і макет корисного навантаження успішно вийшов на орбіту. Ракета була запущена з другої спроби. Перша спроба запуску була скасована за кілька секунд до старту через технічні неполадки.
Другий запуск. Другий запуск РН Falcon 9 відбувся 8 грудня 2010 року в рамках програми NASA «COTS». Корисне навантаження — комерційний корабель Dragon. Капсула SpaceX Dragon|Dragon двічі облетіла Землю, після чого ввійшла в атмосферу і приводнилася в Тихому океані. Досі повертані космічні кораблі вдавалося побудувати тільки державним космічним агентствам Росії, США, Китаю, Японії та Індії, а також Європейському Космічному Агентству.
Третій запуск. 22 травня 2012 в 7:44:38 UTC (11:44:38 за київським часом) з майданчика SLC-40 космодрому на мисі Канаверал стартовими розрахунками компанії SpaceX з другої спроби здійснено пуск ракети-носія Falcon-9 з кораблем COTS Demo Flight 2. Виведення корабля на орбіту зайняло десять хвилин. Космічний корабель Dragon успішно відокремився від останнього ступеня ракети-носія Falcon 9 і вийшов на навколоземну орбіту з параметрами 346 x 297 км. Нахил — 51,6°.
Четвертий запуск. 8 жовтня 2012 — перший операційний політ для SpaceX у рамках програми Commercial Resupply Services під контрактом з NASA. Космічний корабель SpaceX CRS-1 було виведено на потрібну орбіту і через кілька днів він доставив вантаж на МКС. Однак через раннє відключення двигунів другорядний вантаж було виведено на неправильну орбіту.
П'ятий запуск. П'ятий запуск відбувся 1 березня 2013 року. Другий операційний політ для SpaceX у рамках програми Commercial Resupply Services під контрактом з NASA. Космічний корабель CRS SpX-2 було виведено на орбіту і 3 березня він пристикувався до МКС, доставивши необхідний вантаж.
Шостий запуск. Демонстраційний/комерційний запуск. 11 лютого 2015 року з Бази Ванденберг запущено супутник DSCOVR. Перший політ ракети Falcon 9 модифікації v1.1, з новими двигунами Merlin 1D+ і можливістю виводу на низьку опорну орбіту до 13 т вантажів. Супутник вдало виведено на орбіту. Здійснювалося випробування елементів вертикальної посадки першої ступені. Експеримент невдалий, перший ступінь зруйновано.

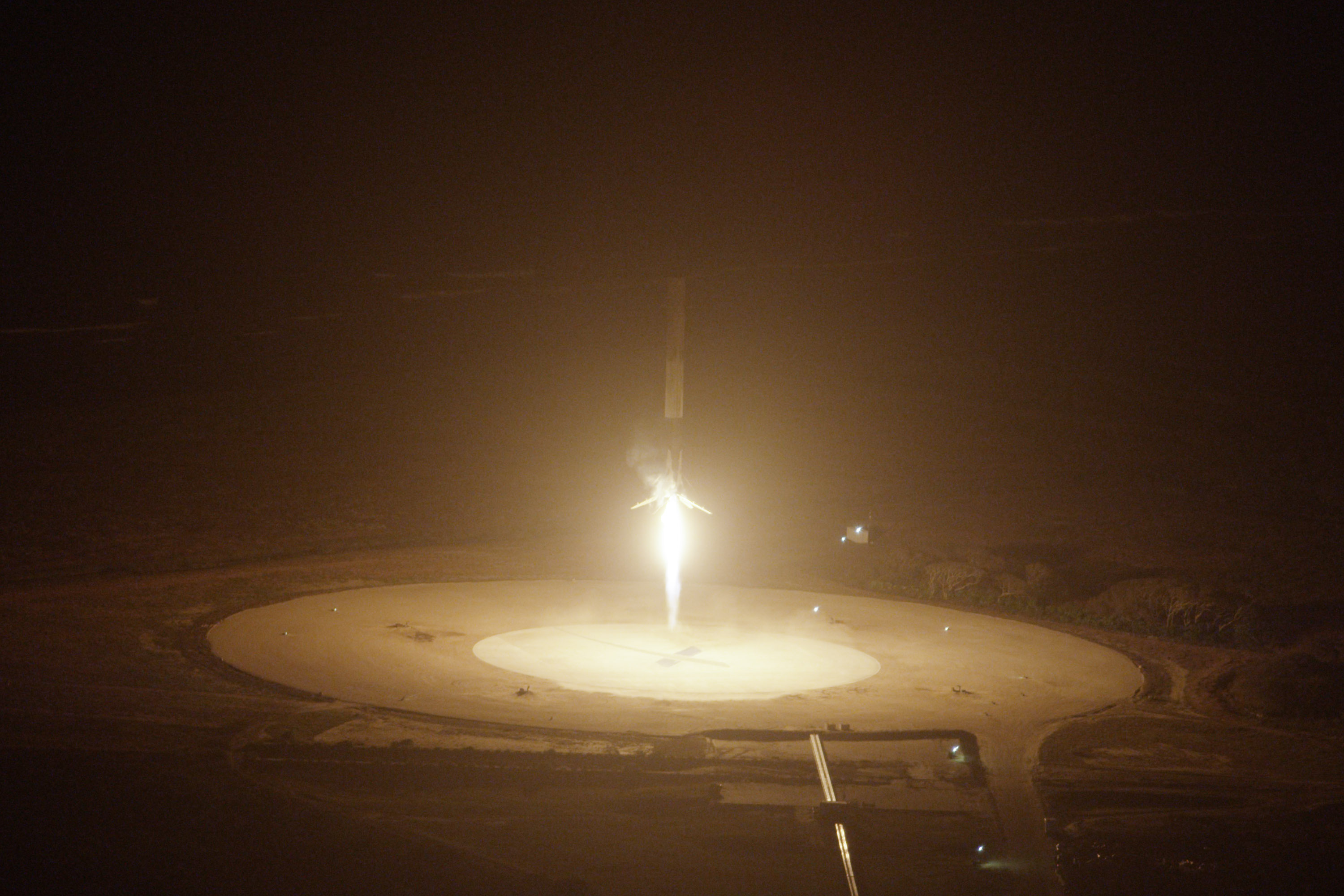
Посадка ракети після успішного запуску, 22.12.2015

Дев'ятнадцятий запуск. 28 червня 2015 року SpaceX CRS-7 запуск РН Falcon 9 закінчився невдачею. На 139-й секунді польоту почався нештатний викид палива або окисника з баків, котрий закінчився через 8 секунд вибухом.
Двадцять перший запуск. 17 січня 2016 року перший ступінь ракети Falcon 9 вивів на орбіту супутник Jason-3 для вивчення підвищення рівня моря. Після цього ракета повернулася на плавучу платформу у Тихому океані ASDS. Після контакту з платформою одна із опор не витримала і ракета впала та вибухнула при ударі об землю.
Шістдесят четвертий запуск. 3 грудня 2018 року перший ступінь ракети Falcon 9 вивів на орбіту 64 супутники, при чому перший ступінь ракети використовувався втретє. Вперше в світі перший ступінь тричі побував у космосі.
Інформація про подальші польоти ракети Falcon 9 розміщена у Списку запусків Falcon 9 та Falcon Heavy